# Emelio Caligdong
Emelio Asada Caligdong (Pototan, 28 settembre 1982) è un ex calciatore filippino, di ruolo attaccante.

## Carriera

### Club
Ha sempre giocato nel campionato filippino.

### Nazionale
Ha esordito in Nazionale nel 2004.